# Józef Leon Parus
Józef Leon Parus (ur. 1934, zm. 21 października 2020) – polski chemik, prof. dr hab. inż.

## Życiorys
Studiował w Politechnice Szczecińskiej. Obronił pracę doktorską, następnie uzyskał stopień doktora habilitowanego. 20 sierpnia 2003 nadano mu tytuł profesora w zakresie nauk chemicznych. Został zatrudniony na stanowisku głównego specjalisty badawczo-technicznego w Narodowym Centrum Badań Jądrowych, w Instytucie Energii Atomowej POLATOM. Ośrodeku Radioizotopów, oraz w Instytucie Chemii i Techniki Jądrowej.
Zmarł 21 października 2020, pochowany w Trąbczynie.